# Примера (Техас)
Примера (англ. Primera) — місто (англ. town) в США, в окрузі Камерон штату Техас. Населення — 5257 осіб (2020).

## Географія
Примера розташована за координатами 26°13′24″ пн. ш. 97°45′6″ зх. д. / 26.22333° пн. ш. 97.75167° зх. д. (26.223216, -97.751692).  За даними Бюро перепису населення США в 2010 році місто мало площу 6,81 км², з яких 6,81 км² — суходіл та 0,00 км² — водойми. В 2017 році площа становила 7,17 км², з яких 7,17 км² — суходіл та 0,00 км² — водойми.

## Демографія
Згідно з переписом 2010 року, у місті мешкало 4070 осіб у 1153 домогосподарствах у складі 996 родин. Густота населення становила 598 осіб/км².  Було 1247 помешкань (183/км²).
Расовий склад населення:
| - 85,2 % — білих - 0,7 % — корінних американців - 0,6 % — чорних або афроамериканців - 0,1 % — азіатів - 11,5 % — осіб інших рас |

До двох чи більше рас належало 1,8 %. Частка іспаномовних становила 88,7 % від усіх жителів.
За віковим діапазоном населення розподілялося таким чином: 32,9 % — особи молодші 18 років, 59,2 % — особи у віці 18—64 років, 7,9 % — особи у віці 65 років та старші. Медіана віку мешканця становила 30,6 року. На 100 осіб жіночої статі у місті припадало 98,5 чоловіків;  на 100 жінок у віці від 18 років та старших — 92,3 чоловіків також старших 18 років.
Середній дохід на одне домашнє господарство  становив 54 737 доларів США (медіана — 50 966), а середній дохід на одну сім'ю — 57 899 доларів (медіана — 52 634). За межею бідності перебувало 28,1 % осіб, у тому числі 42,7 % дітей у віці до 18 років та 15,9 % осіб у віці 65 років та старших.
Цивільне працевлаштоване населення становило 1776 осіб. Основні галузі зайнятості: освіта, охорона здоров'я та соціальна допомога — 39,8 %, роздрібна торгівля — 13,8 %, науковці, спеціалісти, менеджери — 11,4 %.